# Carl Jørgensen
Carl Jørgensen (Aarhus, 1912. szeptember 12. – ?) dán nemzetközi labdarúgó-játékvezető.

## Pályafutása

### Nemzeti játékvezetés
Az I. Liga játékvezetőjeként 1962-ben vonult vissza.

### Nemzetközi játékvezetés
A Dán labdarúgó-szövetség Játékvezető Bizottsága (JB) terjesztette fel nemzetközi játékvezetőnek, a Nemzetközi Labdarúgó-szövetség (FIFA) 1950-től tartotta nyilván bírói keretében. Több nemzetek közötti válogatott és klubmérkőzést vezetett, vagy működő társának partbíróként segített. A dán nemzetközi játékvezetők rangsorában, a világbajnokság-Európa-bajnokság sorrendjében többedmagával a 10. helyet foglalja el 3 találkozó szolgálatával. Az aktív nemzetközi játékvezetéstől 1962-ben búcsúzott. Válogatott mérkőzéseinek száma: 11.

#### Labdarúgó-világbajnokság
A világbajnoki döntőhöz vezető úton Svédországba a VI., az 1958-as labdarúgó-világbajnokságra, valamint Chilébe a VII., az 1962-es labdarúgó-világbajnokságra a FIFA JB bíróként alkalmazta. A FIFA JB elvárásának megfelelően, ha nem vezetett, akkor valamelyik működő társának segített partbíróként. Kettő csoporttalálkozón segítette partbíróként a működő játékvezetőt. Világbajnokságon vezetett mérkőzéseinek száma:  1 + 2 (partbíró).

##### 1958-as labdarúgó-világbajnokság

###### Selejtező mérkőzés
| Időpont          | Helyszín              | Mérkőzés típusa           | Mérkőzés          | Eredmény | Nézők száma |
| ---------------- | --------------------- | ------------------------- | ----------------- | -------- | ----------- |
| 1957. június 16. | Spartak Stadion, Brno | előselejtező (4. csoport) | Csehszlovákia–NDK | 3 – 1    | 50 000      |

###### Világbajnoki mérkőzés
| Időpont          | Helyszín                 | Mérkőzés típusa              | Mérkőzés             | Eredmény | Nézők száma |
| ---------------- | ------------------------ | ---------------------------- | -------------------- | -------- | ----------- |
| 1958. június 11. | Ryavallen Stadion, Borås | csoportmérkőzés (4. csoport) | Szovjetunió–Ausztria | 2 – 0    | 21 000      |

##### 1962-es labdarúgó-világbajnokság

###### Selejtező mérkőzés
| Időpont         | Helyszín               | Mérkőzés típusa           | Mérkőzés                                 | Eredmény | Nézők száma |
| --------------- | ---------------------- | ------------------------- | ---------------------------------------- | -------- | ----------- |
| 1961. május 14. | Városi Stadion, Lipcse | előselejtező (4. csoport) | Német Demokratikus Köztársaság–Hollandia | 1 – 1    | 70 000      |

#### Olimpiai játékok
Az 1952. évi nyári olimpiai játékok labdarúgó tornáján a FIFA JB játékvezetőként foglalkoztatta.

##### 1952. évi nyári olimpiai játékok
| Időpont          | Helyszín              | Mérkőzés típusa    | Mérkőzés                     | Eredmény | Nézők száma |
| ---------------- | --------------------- | ------------------ | ---------------------------- | -------- | ----------- |
| 1952. július 21. | Városi Stadion, Lahti | egyik nyolcaddöntő | Törökország–Holland Antillák | 2 – 1    | 3696        |

#### Skandináv Bajnokság
Dánia kezdeményezésére az első világháború után, 1919-től rendezték meg a Norvég labdarúgó-válogatott, Dán labdarúgó-válogatott, Svéd labdarúgó-válogatott részvételével. 1929-től a Finn labdarúgó-válogatott is csatlakozott a résztvevőkhöz. 1983-ban végetért a sportversenyzés.
| Időpont              | Helyszín               | Mérkőzés típusa | Mérkőzés            | Eredmény |
| -------------------- | ---------------------- | --------------- | ------------------- | -------- |
| 1958. szeptember 14. | Központi Stadion, Oslo | csoportmérkőzés | Norvégia–Svédország | 0 – 2    |
| 1950. szeptember 18. | Központi Stadion, Oslo | csoportmérkőzés | Norvégia–Svédország | 3 – 1    |

## Szakmai sikerek
1974-ben a nemzetközi játékvezetés hírnevének erősítése, hazájában 10 éve a legmagasabb Ligában (osztályban) folyamatosan tevékenykedő, eredményes pályafutása elismeréseként, a FIFA JB felterjesztésére az 1965-ben alapított International Referee Special Award címmel és oklevéllel tüntette ki.